# SARTRE
Safe Road Trains for the Environment (SARTRE) war von 2009 bis 2012 ein Projekt der Europäischen Union, das sich mit der Entwicklung von Platooning beschäftigte, dem computergesteuerten Fahren in Kolonnen. Dabei wurde ein System entwickelt, mit dem drei PKW hinter einem LKW etwa 200 km in einer Kolonne mit ungefähr 6 Meter Abstand auf einer spanischen Autobahn zurücklegten. Daran beteiligt waren:
- Tecnalia Research & Innovation
- IDIADA Automotive Technology SA
- RWTH Aachen, Institut für Kraftfahrwesen
- Ricardo UK Ltd
- SP Technical Research Institute of Sweden
- Volvo Car Corporation
- Volvo Technology AB